# Парсонд
Парсонд (Парсвант или Фрасвант короткая форма от Franrasya) или Ферсонд — царь кадусиев, который по словам Ктесия был мидийцем с персидским происхождением. Парсонд также являлся певцом и музыкантом мидийского двора Ангарса. Парсонд был святым и суровым человеком, который знал и учил всей мудрости Зороастра.

## Происхождение имени
Имя Парсонда вероятно, происходит от важнейшего города Парсинду, который был расположен среди гор Намри, по дороге в Экбатаны. По другой версии Парсонд дорийская форма имени Персея.

## Тоджество с Афрасиабом
Эрнст Герцфельд полагал, что имя Парсонда этимологически идентично имени Афрасиаба (авест. Fraŋrasyan). Табари в своих работах упоминает производное Афрасиаб / Аспандиат под названием эфталитского царя Ахшунвара или Ахшунваза. О городе Ганзаке, также упоминаемом в «Городах Ирана», говорится, что построил его туранец Афрасияб, В этой легенде об основании Ганзака отражено древнеиранское предание, засвидетельствованное в Яштах Авесты, и часто повторяемое в сасанидской литературе, где туранец Франграсийан (Афрасияб) погибает от руки Кей-Хосрова близ глубоководного озера Чайчаста. Франграсйан из «Авесты» по иранской мифологии являлся внуком Траэтаоны.
По словам Томаса Мориса, «Афрасиаб, вероятно, был Фраортом или Афраортом, упомянутым классическими авторами древних мидийских историй». По другой версии Афрасиабом назывался сын Киаксара Астиаг. Айфрасиаб (Отец Фарангис) или Астиаг (Отец Манданы Мидийской) являлись дедушкой Кира Великого.

## История
Мидянами руководил Артей, который был преемником ассирийского царя Сарданапала, в Мидии был некий Парсонд, человек, который славился своим мужеством и силой, был умен и внешне красив, чем и нравился царю среди персов, из которых был родом. Любил диких зверей, ловил их в рукопашном бою, и в битве на колеснице или на коне. Артей, вел войну с кадусиями и его друг и верный советник, перс по имени Парсонд, приезжает к кадусиям, которые сделали его своим верховным полководцем. Он победил Артея, опустошил Мидию и стал царем Кадусиев. В конце своих дней «Парсонд» дал великую клятву, что ни один преемник не должен заключать мир с мидянами; и таким образом вражда продолжалась, кадусии не подчинялись ни одному царю, пока Кир не передал империю от мидийцев персам. Уильям Смит отождествляет Артея с мидийским царем Дейоком.
По мнению историков, речь Парсонда с вавилонским царем Нанаром(Айнаром), во время попадания в плен, напоминает разговор младшего Кира с персом Оронтом.

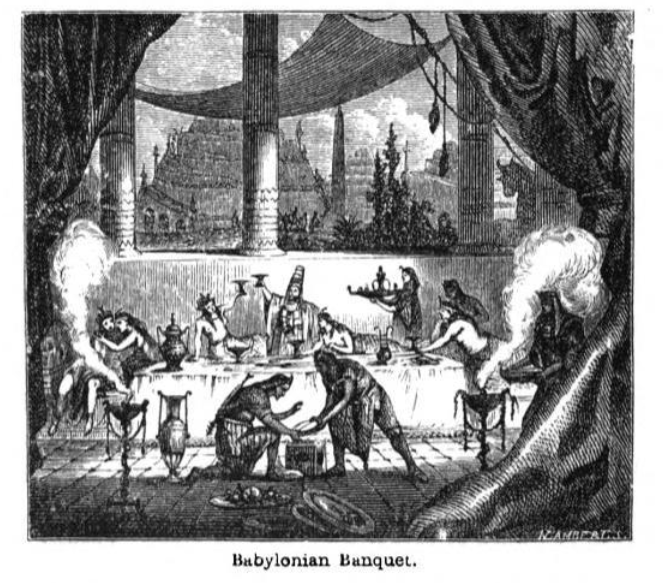
Вавилонский банкет Нанара

По Николаю Дамасскому Нанар к которому Парсонд попал в плен спросил: «Разве ты сам Парсонд, или кто-нибудь из твоих близких видели от меня раньше какое-либо зло?» Тот ответил, что нет. — «Может быть, ты опасался испытать что-нибудь впредь?» — «Нет, конечно!» — «Так что же ты сам стал первым оскорблять меня; называть женоподобным, требовать у Артея мое царство, будто действительно я ничего не стою, а ты — человек дельный? Я очень благодарен Артею за то, что он не позволил себя убедить и отнять у нас власть, данную Арбаком. Ради чего ты это сделал, злой ты человек?». Парсонд, нисколько не заискивая, ответил: «Я думал, что я достойнее обладать этим даром, потому что я мужественнее тебя и полезнее царю, чем ты, гладко выбритый, с подведенными сурьмой глазами и намазанной белилами кожей». На это Нанар заявил: "И тебе не стыдно, что тебя, такого сильного, захватил более слабый только потому, что ты сам ослабел от еды и любви!
По Ксенофонту Кир спросил: «Оронт, совершил ли я против тебя какую-нибудь несправедливость?». Тот ответил отрицательно. Снова Кир спросил его: «Следовательно потом, с чем ты и сам согласен, ты, не претерпев от меня никакой обиды, изменил мне в пользу мисийцев и, по мере сил, стал причинять вред моей стране?». Оронт подтвердил и это. «И разве, — сказал Кир, —когда ты осознал собственное бессилие, ты не пришел к алтарю Артемиды, не раскаялся и, убедив меня, вновь не дал мне клятв верности и не получил таковых от меня?». Оронт согласился и с этим. «Какое же зло, — сказал Кир, — претерпел ты от меня, что оказался в третий раз изменником?» Когда Оронт сказал, что он не испытал ничего дурного, Кир спросил его: «Согласен ли ты с тем, что оказался виновным по отношению ко мне?». — «Необходимо с этим согласиться», сказал Оронт. Тогда Кир снова спросил его: «Может быть, ты ещё и теперь станешь врагом моему брату, а мне другом и верным слугой?». Он же ответил: «Если я и стану твоим другом, о Кир, то ты уже не признаешь меня таковым». Потом Кир сказал присутствующим: «Вот что сделал этот человек, и вот каковы его слова».
По словам Мириам Дандамаевой "Драматическое столкновение между Сарданапалом и Арбаком, по-видимому, так понравилось Ктесию, что он повторил его в очень схожем сюжете: в конфликте наместника Вавилонии Нанара и перса Парсонда. Дрюс видит в этом рассказе Ктесия отражение сказаний, похожих на легенды о Сохрабе, сохранившиеся в «Шахнаме» Фирдоуси. Гораздо больше, однако, эта история напоминает миф о Геракле, которого царица Омфала заставляла носить женское одеяние и выполнять женские работы, или Ахилле, по воле Фетиды скрывавшемся в женском платье среди дочерей царя Ликомеда. "
По словам Алгернона Герберта первым царем, когда-либо царствовавшим в стране грузин, был Парсман, а также имя Парсонд образовался от имени Харона или Харондаса. По другой версии Фарсману царю кадусиев подчинялись колхи.

## Гипотезы
Во время правления Артея произошло великое восстание в провинциях внутренней Персии, и хотя мятежники названы Ктесием кадусиями, тем не менее, невозможно предположить, что 200 000 человек могли восстать из этого племени, необходимо также включать в мятеж мидийскую Атропатену; действительно, не исключено, что предводителем восстания, названным Ктесием Парсодом (Парсонд), сделавшим себя независимым от великой мидийской империи, может быть Дейок Геродота, Парсодес или Фрасад, являющийся прилагательным эпитетом, данным ему от отца Фраорта.
Дейок царь, унаследовавший трон в 657 г. до н. э., обычно считается Арфаксадом из книги Иудифи, который, как там говорится, построил Экбатану. Но более вероятно, что Афразад или Фраазад (Парсонд Ктесия) был именем Дейока, происходивщим от его отца Фраорта. Дейок также как и Парсонд был взят в плен, но только ассирийцами.
Еврейский Арфаксад, мог быть назван мидянами Афразад; и это имя или, скорее, этот титул, который мог быть принят разными князьями, означал бы сын славы. Греки, когда писали Фраорта, исказили имя, которое могло быть Афраардом или Фраардом на персидском языке и означало бы славного героя.
По словам Франсуа Ленормана Парсонд один из имен Нина, или Геракла, которого он отождествляет с солнцем. У гречекских авторов Рустам именовался Парсондом (Ферсондом). Эрнст Герцфельд также Аждаака(Заххак) то есть Астиага отождостовляет с Франрасяном.